# 區群謬誤
區群謬誤（英語：Ecological fallacy），又稱生態謬誤、層次謬誤，是一種在分析統計資料時常犯的錯誤。和以偏概全相反，區群謬誤是一種以全概偏，如果僅基於群體的統計數據就對其下屬的個體性質作出推論，就是犯了區群謬誤。這類謬誤假設群體中的所有個體都有群體的性質（因此刻板印象也可能犯上區群謬誤）。區群謬誤的相反情況為化約主義（reductionism）。

## 起源
“Ecological fallacy”這名詞最先見於William S. Robinson在1950年的文章。在1930年美國人口普查結果中，Robinson分析了48個州的識字率以及新移民人口比例的關係。他發現兩者之間的相關係數為0.53，即代表若一個州的新移民比率愈高，平均來說這個州的識字率便愈高。但當分析個體資料時，便發現相關係數便是-0.11，即平均來說新移民比本地人的識字率低。出現這種看似矛盾的結果，其實是因為新移民都傾向在識字率較高的州份定居。Robinson因此提出在處理群體資料，或區群資料時，必須注意到資料對個體的適用性。
這並非指任何以群體資料對個體性質作出的推論都是錯誤的，但在推論時必須注意群體資料會否把群體內的變異隱藏起來。

## 虛構例子
區群謬誤經常出現在人口研究之中，以下是兩個虛構例子：

### 例子一
一項研究發現甲城市民的智商平均比乙城市民高，若因此認為在兩個城市各自隨機抽取一個市民，甲城那位市民的智商都會比乙城的那位高，便犯上了區群謬誤。因為統計結果只是對兩城的平均智商作比較，乙城個別市民智商可能比甲城的個別市民高；在極端情況下，兩城之中智商最高的一位市民可能生活在乙城。

### 例子二
假設甲城和乙城都各有相同人數的富人和窮人，富人都住在山上，而窮人都住在排放致癌物的工廠附近，故此在兩個城市的窮人癌症發病率都比富人高很多倍。在甲城的都是高增值高污染工業，故此在甲城無論是富人和窮人的平均工資都比乙城高，但同時甲城窮人的癌症發病率也因此比乙城高。
一位教授希望找出癌症的風險因素，他在國家統計刊物找到甲城和乙城的癌症發病率和工資中位數，發現工資中位數較高的甲城有更高的癌症發病率，得出高收入是癌症風險因素的結論。然而事實上，貧窮才是癌症的風險因素，區群謬誤帶來相反的結論。